# Multiface

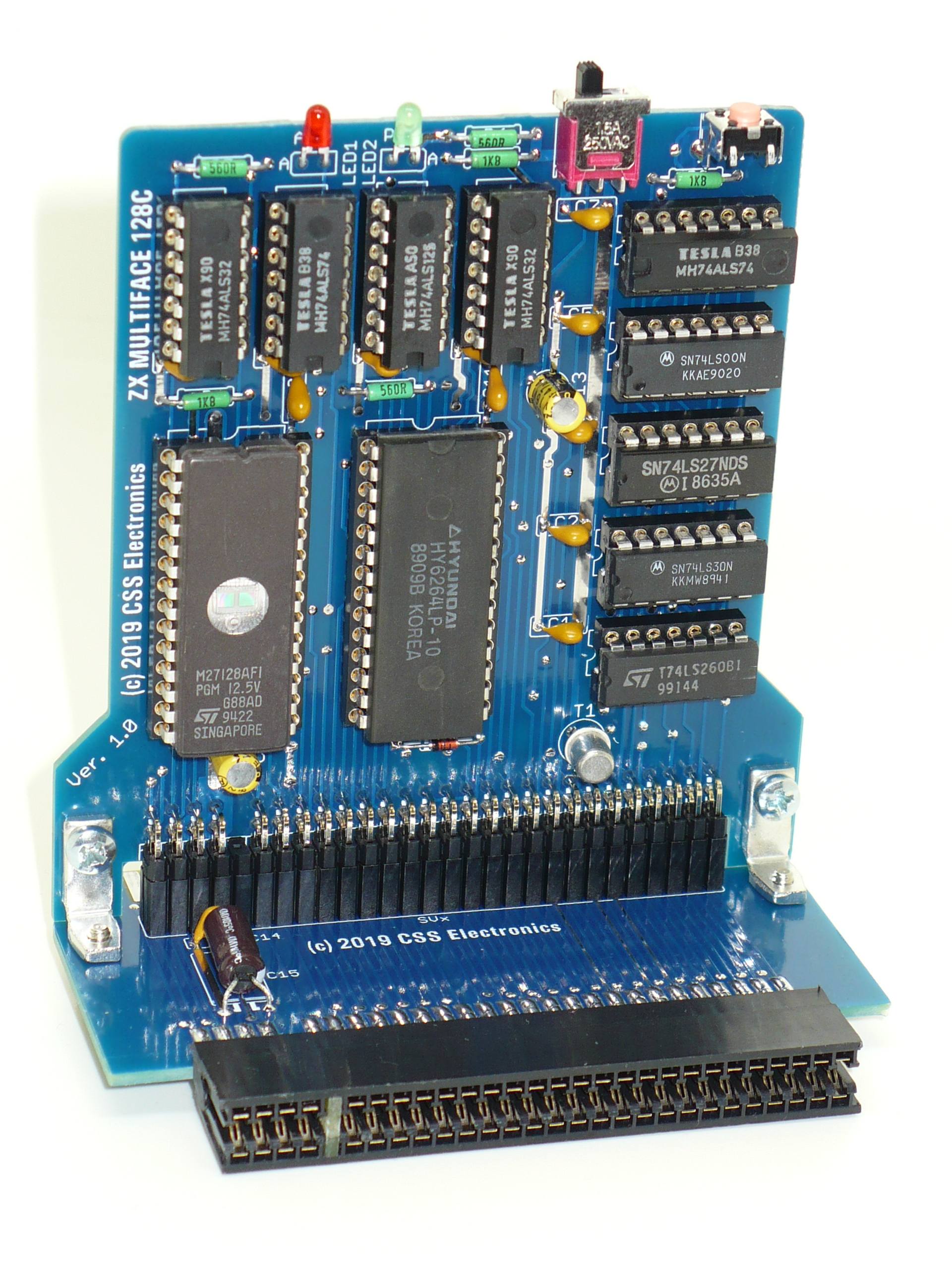
Versió en Txeca de Multiface 128

La Multiface va ser un perifèric llançat a la dècada del 1980 per Romantic Robot UK Ltd per diversos microordinadors. La funció principal de l'aparell era bolcar la memòria de l'ordinador a un dispositiu d'emmagatzematge extern, i va comptar amb un icònic botó vermell que es podria prémer en qualsevol moment, per activar-lo. Com la majoria dels jocs de l'època no tenia una funció per desar, la Multiface permetia als jugadors salvar la seva posició. No obstant això, aquesta característica també permetia als usuaris crear còpies de seguretat o còpies pirata de programari. La violació de drets d'autor es descoratjava, però, va ser possible en models anteriors; en models posteriors es va fer més difícil, exigint que la Multiface sigui present per fer la recàrrega del bolcatge en la memòria.